# Myrmeleon (Myrmeleon) validus
Myrmeleon (Myrmeleon) validus is een insect uit de familie van de mierenleeuwen (Myrmeleontidae), die tot de orde netvleugeligen (Neuroptera) behoort. 
Myrmeleon (Myrmeleon) validus is voor het eerst wetenschappelijk beschreven door McLachlan in 1894.